# Garudimim
Garudimim (Garudimimus brevipes) – dinozaur z grupy ornitomimozauów.
Żył w późnej kredzie (ok. 80-75 mln lat temu) na terenach Azji. Długość ciała 3-4 m, masa ok. 85 kg. Jego szczątki znaleziono w Mongolii (na pustyni Gobi).
Paleontolodzy znaleźli jedynie szczątki czaszki garudimima. Ze względu na ptasi wygląd, garudimimus otrzymał nazwę od imienia mitycznego ptaka Garuda (Garudimimus znaczy "udający Garudę"). Umieszczony w monotypowej rodzinie Garudimimidae utworzonej przez Barsbolda w 1981 r.  

## Opis
Ten gatunek ornitomimozaura wyróżniał się krótkim grzebieniem na pysku i bezzębnym dziobem.